# Afghanistan-Schulen
Afghanistan-Schulen – Verein zur Unterstützung von Schulen in Afghanistan e. V. ist ein gemeinnütziger Verein mit Sitz in Oststeinbek, Schleswig-Holstein. Der Verein engagiert sich seit 1984 für die Verbesserung der Bildungschancen von Jungen und Mädchen und die Stärkung von Frauen und Mädchen in Afghanistan.

## Geschichte
Der Verein Afghanistan-Schulen – Verein zur Unterstützung von Schulen in Afghanistan e.V. wurde 1984 von Ursula Nölle (1924 bis 2019) in Oststeinbek gegründet, zunächst noch unter dem Namen „Verein zur Unterstützung von Schulen für afghanische Flüchtlingskinder e. V.“. Zur Zeit der Vereinsgründung lebten etwa 5,5 Millionen Flüchtlinge aus Afghanistan unter einfachsten Bedingungen in Pakistan. Am Beginn unterstützte der Verein eine Schule, die eine junge afghanische Lehrerin in ihrem Privathaus aufgebaut hatte. 1986 entstand die erste eigene Schule. In den folgenden Jahren wurden weitere sechs Schulen in verschiedenen Lagern in Pakistan aufgebaut. Nach Abzug der Sowjettruppen schöpften die Geflüchteten Hoffnung, und einige kehrten nach Afghanistan zurück. Der Verein wurde gebeten, in der Steppenregion um Andkhoi (Andchoi) zwei Schulen, die im Krieg zerstört worden waren, wieder aufzubauen. Während der Herrschaft der Taliban (in Andkhoi von 1998 bis 2001) war die Unterstützung von Lehrkräften durch den Verein überlebenswichtig. Nach dem Ende der Taliban-Herrschaft kehrten auch Bewohner des Lagers Haripur nach Mazar-e-Sharif zurück. Der Verein unterstützte diesen Umzug nach Afghanistan und half beim Aufbau einer neuen Schule in Mazar-e-Sharif. In der Folge wurde 2003 der Vereinsname in den jetzigen umbenannt – vor Ort bekannt unter VUSAF Union of Assistance for Schools in Afghanistan. In den folgenden Jahren wurden von dem Verein zahlreiche Schulgebäude, Wasserbecken, Sanitäreinrichtungen errichtet oder modernisiert, Fortbildungen für Lehrkräfte organisiert und viele weitere Maßnahmen umgesetzt. Wegen der fortbestehenden Probleme an staatlichen Schulen in Afghanistan gründete der Verein 2006 ein Ausbildungszentrum in Andkhoi, um Jungen und Mädchen ab Klasse 7 auf die Universität vorzubereiten. 2013 entstand das erste Frauenzentrum in Andkhoi. Es folgten 2016 und 2019 weitere Frauenzentren in den Bezirken Qurghan und Khancharbagh, in denen Analphabetinnen als Schneiderin ausgebildet wurden und Schülerinnen Englisch- und Computerkurse besuchen konnten.
2018 wurde von ehemaligen Vereinsmitarbeitern eine nationale Nichtregierungsorganisation (NGO) in Mazar-e-Sharif gegründet, die dort und in Aibak (Samangan) unter dem Namen OASE „Organization of Afghan Support for Education“ gemeinsam mit Afghanistan-Schulen zahlreiche Projekte im Bildungsbereich erfolgreich durchgeführt hat.
Nach der nochmaligen Machtübernahme durch die Taliban im August 2021 ist die Arbeit des Vereins schwieriger geworden, aber es werden – wie schon in den vergangenen Jahren seit 1984 – immer Wege gefunden, um afghanischen Jungen und Mädchen eine gute Bildung zu ermöglichen und um Menschen in Not zu helfen.
Der Verein feierte 2024 sein 40-jähriges Jubiläum.

## Ziele und Arbeitsweise
Das übergeordnete Ziel von Afghanistan-Schulen e.V. ist die Förderung von schulischer, beruflicher und allgemeiner Bildung in Afghanistan. Bildung wird als die Grundlage für Weiterentwicklung und die Schaffung lebenswerter Bedingungen in jeder Gesellschaft gesehen. Die Unterstützung und Ausbildung für Frauen und Mädchen ist dem Verein angesichts ihrer Benachteiligung in allen Lebensbereichen in Afghanistan besonders wichtig. Daher werden ihnen Fähigkeiten zur eigenen Existenzsicherung und Verbesserung ihrer Lebenssituation vermittelt. Der Verein arbeitet mit anderen entwicklungspolitisch tätigen Organisationen zusammen, in Schleswig-Holstein bei „Bündnis eine Welt“ – BEI, auf gesamtdeutscher Ebene mit anderen in Afghanistan tätigen Organisationen innerhalb von VENRO (Verband Entwicklungspolitik und humanitäre Hilfe).
Die Arbeitsweise des Vereins basiert auf folgenden Prinzipien:
- Ganzheitlicher Ansatz: Der Verein verfolgt einen umfassenden Ansatz, der neben dem Bau und der Unterstützung von Schulen über die Schulentwicklungsräte und Fortbildung der Lehrkräfte auch Projekte zur Förderung von Frauen und zur Stärkung der Zivilgesellschaft umfasst.

- Nachhaltigkeit: Alle Projekte werden mit dem Ziel der langfristigen Wirkung und der Befähigung lokaler Gemeinschaften zur Selbsthilfe konzipiert.

- Partnerschaftlichkeit: Die enge Zusammenarbeit mit lokalen Organisationen und den Menschen vor Ort auf Augenhöhe ist ein zentraler Bestandteil der Arbeit. Dies gewährleistet die Berücksichtigung lokaler Bedürfnisse und die kulturelle Sensibilität der Projekte.

- Transparenz und Rechenschaftspflicht: Der Verein legt großen Wert auf die transparente Verwendung der Spendengelder und informiert seine Unterstützer regelmäßig über die Fortschritte und Ergebnisse der Projekte.

- Ehrenamtliches Engagement: Ein Großteil der Arbeit des Vereins wird von Mitgliedern ehrenamtlich durchgeführt. Die Verwaltungskosten sind niedrig.

## Projekte

### Schulbau und Bildungsförderung
Afghanistan-Schulen e.V. finanziert und unterstützt den Bau und die Renovierung von Schulen in verschiedenen Provinzen Afghanistans. Dies umfasst:
- den Bau von Schulgebäuden, um mehr Kindern den Zugang zu Bildung zu ermöglichen.
- die Instandsetzung beschädigter Schulen und Schulgärten, um eine sichere und lernfördernde Umgebung zu schaffen.
- die Bereitstellung von Schulmaterialien wie Büchern, Heften und Stiften in eigenen Einrichtungen.
- die Unterstützung von Programmen zur Weiterbildung von Lehrkräften und Schulleitungspersonal.
- die Förderung der Alphabetisierung[15].
- die Unterstützung von Lehrkräften an vier Schulen in Mazar-e-Sharif mit Schülerinnen und Schülern mit besonderen Problemen. Dieses Teilprojekt ist im Moment einzigartig bei den Hilfen in Afghanistan.

In den Jahren 1990 bis 2025 hat Afghanistan-Schulen e.V. 66 neue Schulgebäude im Norden Afghanistans errichtet und dem staatlichen Schulwesen übergeben. Diese Schulen bieten derzeit etwa 77.500 Schülerinnen und Schülern einen sicheren Lernort.

### Frauenzentren
Ein bedeutender Schwerpunkt der Arbeit von Afghanistan-Schulen e.V. liegt auf der Stärkung von Frauen und Mädchen. Der Verein unterstützt den Aufbau und den Betrieb von drei Frauenzentren in der Region Andkhoi. Diese Zentren dienten als sichere Orte, an denen Mädchen und Frauen:
- Bildungsangebote wahrnehmen: Analphabetinnen lernen Rechnen und Lesen und Schreiben in der Landessprache und werden als Schneiderin ausgebildet. Sie erhalten außerdem eine bessere Allgemeinbildung, insbesondere zu Themen wie Gesundheit und Hygiene.
- soziale Unterstützung erhalten, um ihr Selbstbewusstsein zu stärken.
- sich austauschen und vernetzen, um gegenseitige Unterstützung zu erfahren und ihre Interessen gemeinsam zu vertreten.
- Informationen über ihre Rechte erhalten.
- einkommensschaffende Maßnahmen erlernen, um ihre wirtschaftliche Unabhängigkeit zu fördern (z. B. im Schneidern, Sticken und Stricken).

Seit 2023 können nur Mädchen bis 12 Jahre an den Angeboten teilnehmen. Es ist geplant, zukünftig ärztliche Konsultationen anzubieten, um wieder mehr Frauen zu erreichen.

### Ausbildungszentrum
Ein zentrales Projekt ist das 2006 errichtete Ausbildungszentrum in Andkhoi, das Jugendliche ab der 7. Klasse auf die Universitätszulassung vorbereitet und Fortbildungen für Lehrkräfte, Schulleitungen und Schulkomitees anbietet. Aufgrund der momentanen Vorgaben der Regierung dürfen Mädchen ab Klasse 7 nicht mehr unterrichtet werden. Afghanistan-Schulen e.V. fördert daher jüngere Mädchen der 4. bis 6. Klassen sehr intensiv. Ältere Mädchen haben die Möglichkeit, im Ausbildungszentrum aufgezeichnete Unterrichtseinheiten per Video über das örtliche Kabelfernsehen zu verfolgen. Sie können außerdem über ihre Brüder oder Cousins Bücher aus der Bibliothek ausleihen.

### Nothilfe
Wegen der schwierigen wirtschaftlichen Situation der Menschen in Afghanistan führt Afghanistan-Schulen e. V. Nothilfemaßnahmen durch. Not leidende Familien erhalten im Winter Lebensmittelpakete. Damit der Schulunterricht im Winter nicht ausfallen muss, wird an die Grundschulen in den vier Bezirken um Andkhoi in den Wintermonaten Feuerholz zum Heizen der Klassenräume verteilt.

## Herausforderungen
Nach dem Rückzug der Sowjettruppen begann Anfang der 1990er Jahre die Unterstützung des Vereins für Schulen in der Region Andkhoi während der Zeit der herrschenden Mudjahedin. Diese endete in der Region mit der Machtübernahme durch die Taliban 1998, die bis Ende 2001 weite Teile Afghanistans beherrschten. In den Jahren 2002 bis 2007 herrschte Aufbruchstimmung. Es entstanden in fast allen Dörfern um Andkhoi neue Schulen, die meisten von ihnen mit finanzieller Unterstützung des Vereins. Mit der Ermordung des Regionaldirektors Rahmanqul am 17. Februar 2007 und anderer Personen in der Region wurde offensichtlich, dass sich die Sicherheitslage kontinuierlich verschlechterte. Die Taliban erlangten mehr und mehr Macht, insbesondere in den Dörfern. Mitte August 2021 konnte die Bewegung erneut die Macht des Landes übernehmen. Diese Entwicklungen erforderten von Afghanistan-Schulen ein hohes Maß an Flexibilität, Kreativität und Beharrlichkeit, um einen Beitrag zur Verbesserung der Lebenssituation der Menschen im Norden Afghanistans leisten zu können. Die Unterstützung durch Spenden und die Solidarität der internationalen Gemeinschaft sind dringend erforderlich.

## Finanzierung
Afghanistan-Schulen e.V. finanziert seine Projekte durch Spenden von Privatpersonen, Unternehmen, Kirchengemeinden und Stiftungen. Der Verein ist vom Finanzamt Stormarn als gemeinnützig anerkannt. Für größere Projekte werden öffentliche Fördergelder beantragt. 2025 werden Maßnahmen z. B. vom BMZ Bundesministerium für wirtschaftliche Zusammenarbeit und Entwicklung, BINGO! Projektförderung des Landes Schleswig-Holstein und Misereor gefördert. Die Mittelverwendung wird transparent dokumentiert und regelmäßig von unabhängigen Wirtschaftsprüfungsgesellschaften geprüft.

## Auszeichnungen und Anerkennung
Der Verein bzw. seine Vorstandsmitglieder bekamen vielfache Ehrungen und Anerkennungen:
- 1992: Olaf Palme Preis (der SPD Stormarn)[23]
- 1999: erhielt die damalige Vorsitzende Ursula Nölle das Bundesverdienstkreuz am Bande[24]
- 2006: Bundesverdienstkreuz erster Klasse für die Gründerin und damalige Vorsitzende Ursula Nölle[25]
- 2002: erneut Olaf Palme Preis (der SPD Stormarn, s. o.)
- 2008: Ausgewählter Ort von Deutschland Land der Ideen: VUSAF Education Center[26]
- 2013: Walter-Scheel-Preis für Engagement in der Entwicklungszusammenarbeit des BMZ
- 2019: Bundesverdienstkreuz erster Klasse für die Vorstandsvorsitzende Marga Flader[27][28]
- 2022: Goldene Bild der Frau[29] Preis der Funke Mediengruppe an Marga Flader[30]
- 2023: Afghanistan-Schulen e.V. nominiert für den Deutschen Engagementpreis 2023[31]

## Belege
1. ↑  schleswig-holstein.sh/blog: Afghanistan-Schulen – Verein zur Unterstützung von Schulen in Afghanistan e.V.  Bewegte Jahre. In: Schleswig-holstein.sh Das Kulturportal für den Norden. 9. Oktober 2024, abgerufen am 25. Juni 2025.
2. ↑  Wiebke Peters: Ursula Nölle. In: Brigitte.de. 27. April 2007, abgerufen am 16. Juni 2025.
3. ↑  Dr. Stefan Brenner: Sowjetische Besatzung in Afghanistan 1979-1989. In: zms.bundeswehr.de. 11. Juli 2024, abgerufen am 16. Juni 2025.
4. ↑  Dr. Martin Beyer: Kindern eine Zukunft schenken. In: idw - Informationsdienst Wissenschaft. 25. April 2007, abgerufen am 23. Juni 2025.
5. ↑  UNHCR The UN Refugee Agency: Peshawar (innerhalb des Artikels Hinweis auf Haripur). Abgerufen am 25. Juni 2025.
6. ↑  Afghanistan-Schulen e.V.: Frauenprojekte. Abgerufen am 16. Juni 2025.
7. ↑  Afghanistan-Schulen e.V.: Vereinsgeschichte. Abgerufen am 18. Juni 2025.
8. ↑  Afghanistan-Schulen e.V.: Vereinsgeschichte. Abgerufen am 16. Juni 2025.
9. ↑  Christoph Strack: „Wir brauchen Eure Unterstützung“. In: Deutsche Welle. 23. August 2021, abgerufen am 21. Juni 2025.
10. ↑  Dorothea Heintze: Auch Mädchen in Afghanistan wollen lernen. In: christmon.de. Gemeinschaftswerks der Evangelischen Publizistik gGmbH (GEPgGmbH), 28. Mai 2025, abgerufen am 21. Juni 2025.
11. ↑  Alexandra Kühne: Vier Jahrzehnte Einsatz für Bildung in Afghanistan. In: EthikBank Blog. 23. Dezember 2024, abgerufen am 16. Juni 2025.
12. ↑  BEI: BEI-SH.org - Herzlich Willkommen (Home-Seite). Abgerufen am 16. Juni 2025.
13. ↑  Afghanistan-Schulen e.V.: Leitbild. (PDF) Abgerufen am 17. Juni 2025.
14. ↑  Afghanistan-Schulen e.V.: Schulprojekte. Abgerufen am 17. Juni 2025.
15. ↑  Tanja Khorrami: GEW Hamburg (hlz): Kein hoffnungsloser Fall – aber ein Chaos ohne gleichen - Die Taliban zeigen sich in Sachen Mädchenbildung uneins – noch. (PDF) 2022, abgerufen am 16. Juni 2025.
16. ↑  Afghanistan-Schulen e.V.: Frauenprojekte. Abgerufen am 17. Juni 2025.
17. ↑  Afghanistan-Schulen e.V.: Ausbildungszentrum in Andkhoi. Abgerufen am 17. Juni 2025.
18. ↑  Afghanistan-Schulen e.V.: Sonstige Hilfe. Abgerufen am 17. Juni 2025.
19. ↑  Afghanistan-Schulen e.V: Materialien - Rahmanqul. (PDF) Abgerufen am 16. Juni 2025.
20. ↑  Afghanistan-Schulen e.V.: Spenden. Abgerufen am 17. Juni 2025.
21. ↑  Christoph Strack: „Wir brauchen Eure Unterstützung“ – DW – 23. August 2021. 23. August 2021, abgerufen am 18. Juni 2025.
22. ↑  Jahresbericht 2024/2025. (PDF; 1,83 MB) Afghanistan-Schulen e.V., abgerufen am 17. Juni 2025.
23. ↑  SPD Stormarn: Die Preisträgerinnen und Preisträger. Abgerufen am 18. Juni 2025.
24. ↑  Kreisarchiv Stormarn: Kreishaus: Verleihung von Bundesverdienstkreuz am Bande an Ursula Nölle aus Oststeinbek. Abgerufen am 17. Juni 2025.
25. ↑  Trauer um die engagierte Oststeinbekerin Ursula Nölle. In: abendblatt.de. 11. September 2019, abgerufen am 20. Juli 2025.
26. ↑  Deutschland Land der Ideen: VUSAF Education Center. 2008, abgerufen am 16. Juni 2025.
27. ↑  Oststeinbekerin erhält Bundesverdienstkreuz. In: abendblatt.de. 26. Februar 2019, abgerufen am 20. Juli 2025.
28. ↑  Schleswig Holstein, Der echte Norden: Auszeichnungen und Ehrungen - Ausgezeichnete Personen des Jahres 2019 (letztes Bild). Abgerufen am 18. Juni 2025.
29. ↑  Dominik Göttker: „Goldene Bild der Frau“: Die Gewinnerinnen der Gala. In: DerWesten.de. 9. November 2022, abgerufen am 16. Juni 2025 (deutsch).
30. ↑  Anna Lea Kopatschek: Die GOLDENE BILD der FRAU 2022: Beeindruckende Frauen, viele Überraschungen, große Emotionen. 11. November 2022, abgerufen am 18. Juni 2025.
31. ↑  Deutscher Engagementpreis, Afghanistan-Schulen, „Bildung ist der Schlüssel für eine gerechtere Gesellschaft und Hilfe zur Selbsthilfe“. Abgerufen am 17. Juni 2025.